# Нитрит
Нитритите са соли или естери на азотистата киселина. Нитритният йон е NO2−. Известната сол е натриев нитрит.

## Естери
- Амилнитрит